# Massa Martana
Massa Martana est une commune italienne d'environ 3 900 habitants, située dans la province de Pérouse, dans la région Ombrie, en Italie centrale. Le village a obtenu le label des Plus Beaux Bourgs d'Italie.

## Administration
| Période                                  | Période  | Identité              | Étiquette       | Qualité |
| ---------------------------------------- | -------- | --------------------- | --------------- | ------- |
| 8 août 2009                              | En cours | Maria Pia Bruscolotti | (liste civique) |         |
| Les données manquantes sont à compléter. |          |                       |                 |         |

### Hameaux
Castel Rinaldi, Colpetrazzo, Mezzanelli, Viepri, Montignano, Villa San Faustino

### Communes limitrophes
Acquasparta, Giano dell'Umbria, Gualdo Cattaneo, Spolète, Todi